# Харбургер, Эдмунд

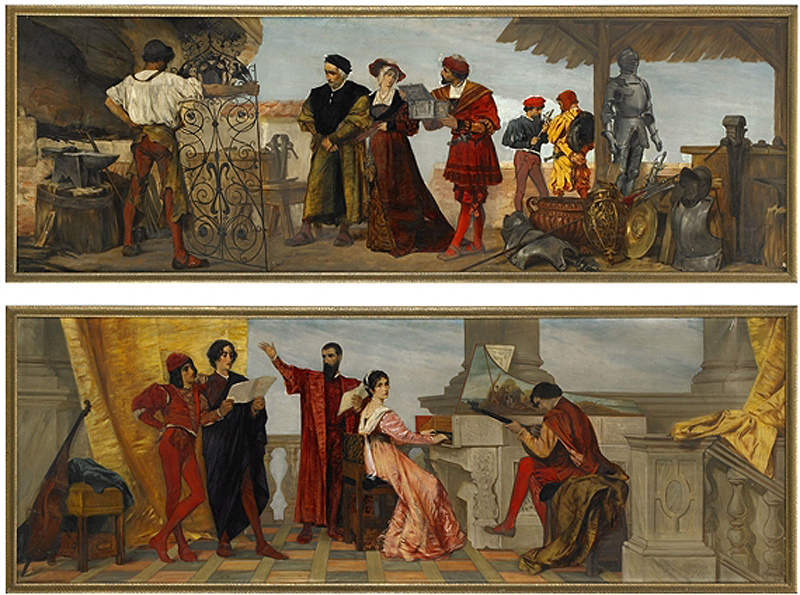
Кузнечное дело и музыка

Эдмунд Харбургер (нем. Edmund Harburger; 4 апреля 1846, Айхштетт — 5 ноября 1906, Мюнхен) — немецкий художник, иллюстратор, карикатурист, график и рисовальщик.

## Биография

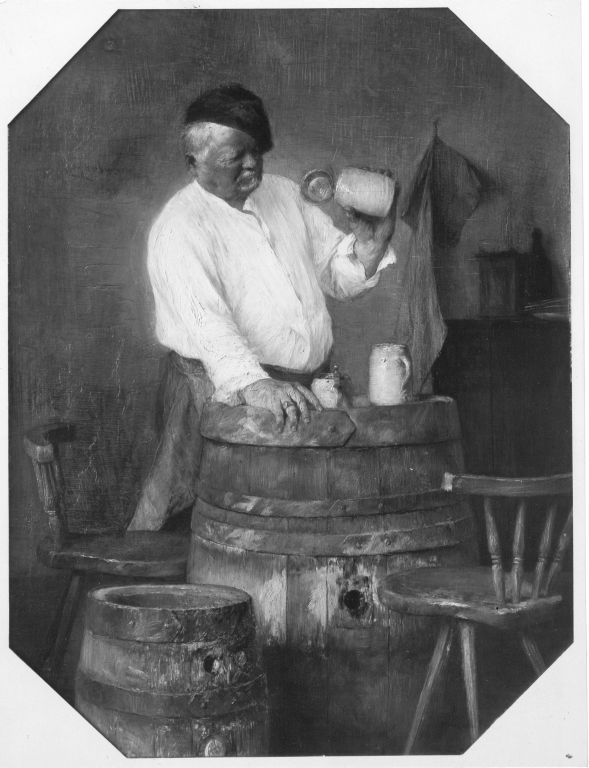
Прекрасные остатки

Сын торговца. До 1865 года — ученик каменщика. В молодости познакомился с художником Иоганном Престелом (1804—1885), который познакомившись с его рисунками, посоветовал Харбургеру стать художником. Начинал с того, что создавал небольшие работы и фрески для местных казино.
После шести лет учёбы на строительном отделении в Политехнической школе в Мюнхене (ныне Мюнхенский технический университет), в 1866 году решил заняться изобразительным искусством и перешёл в Академию изящных искусств в Мюнхене. Учился у Карла Раупа и Вильгельма фон Линденшмита Младшего.
Живописец. Занимался также иллюстрацией и карикатурами. В 1872 году были опубликованы некоторые из его первых книжных иллюстраций. Позже создал ряд политических карикатур.
Автор более 1500 юмористических рисунков для мюнхенского иллюстрированного журнала «Fliegende Blätter».
С 1876 по 1878 год жил в Венеции, где копировал старых мастеров (Остаде, Тенирс и др.).
В 1882 году фирма Braun & Schneider издала замечательный альбом, содержащий 60 его работ.

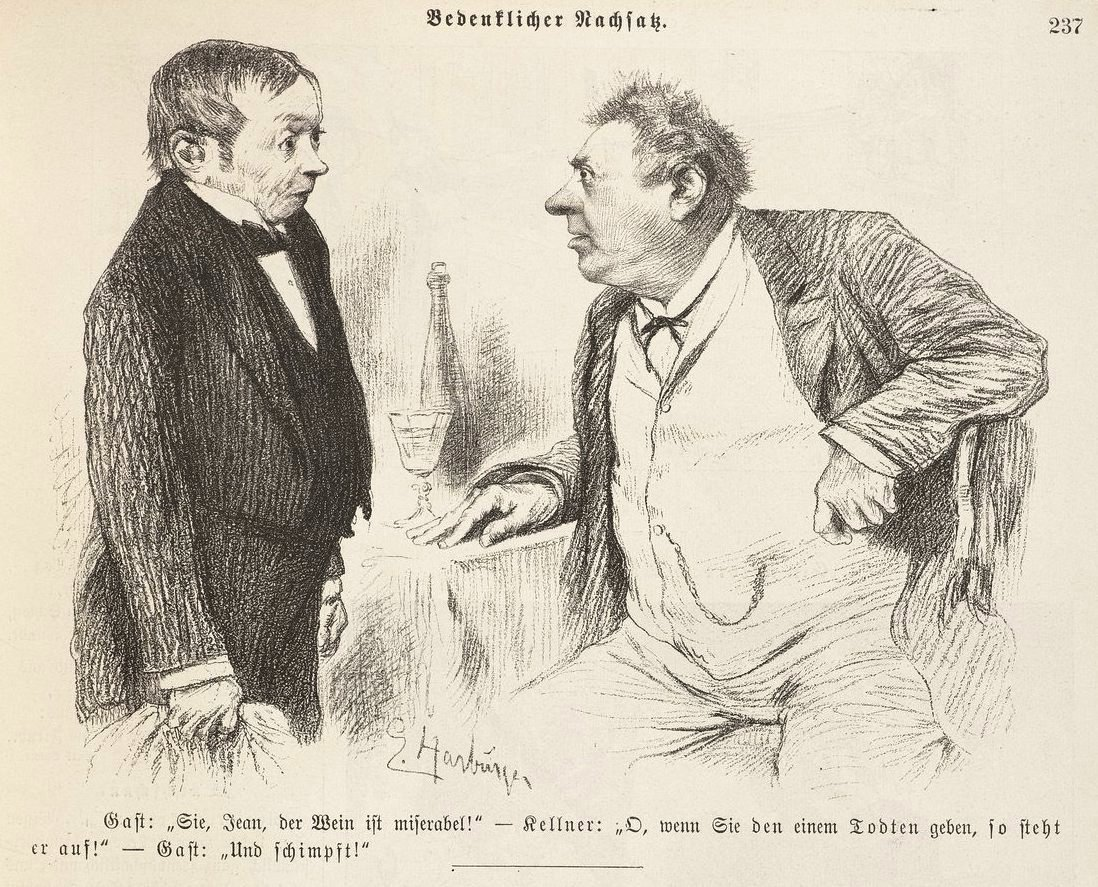
Карикатура

Выставки Эдмунда Харбургера были проведены в Стеклянном дворце Мюнхена, Парижском салоне (1882/84), Берлинской академии искусств и на Большой берлинской художественной выставке 1905 года.
Работы художника хранятся во многих крупных музеях Центральной и Северной Европы, в том числе Новой Пинакотеке в Мюнхене, Майнцском государственном музее, музее Дармштадта, а также музеях Гданьска, Гётеборга, Лейпцига, Мюнстера, Праги и Цюриха.